# Tsjele-arena
De Tsjele-arena (Chele Arena) is een voetbalstadion in de Georgische stad Koboeleti. In het stadion speelt FK Sjoekura Koboeleti haar thuiswedstrijden.